# Mystacides alafimbriatus
Mystacides alafimbriatus is een schietmot uit de familie Leptoceridae. De soort komt voor in het Nearctisch gebied.